# A-moll hegedűverseny (Johann Sebastian Bach)
Johann Sebastian Bach: a-moll hegedűverseny (BWV 1041)

Szóló hegedűre és zenekarra (két ripieno hegedű, brácsa, Basso continuo)
3 tételből áll:
- Allegro moderato
- Andante – egy osztinátó témára
- Allegro assai

1720 körül íródott, feltehetően Köthenben. Kéziratát jelenleg a berlini Porosz Állami Könyvtárban (Preußische Staatsbibliothek Berlin) őrzik.
A BWV 1058-as g-moll csembalóverseny ennek a műnek az átirata.